# Aree metropolitane europee

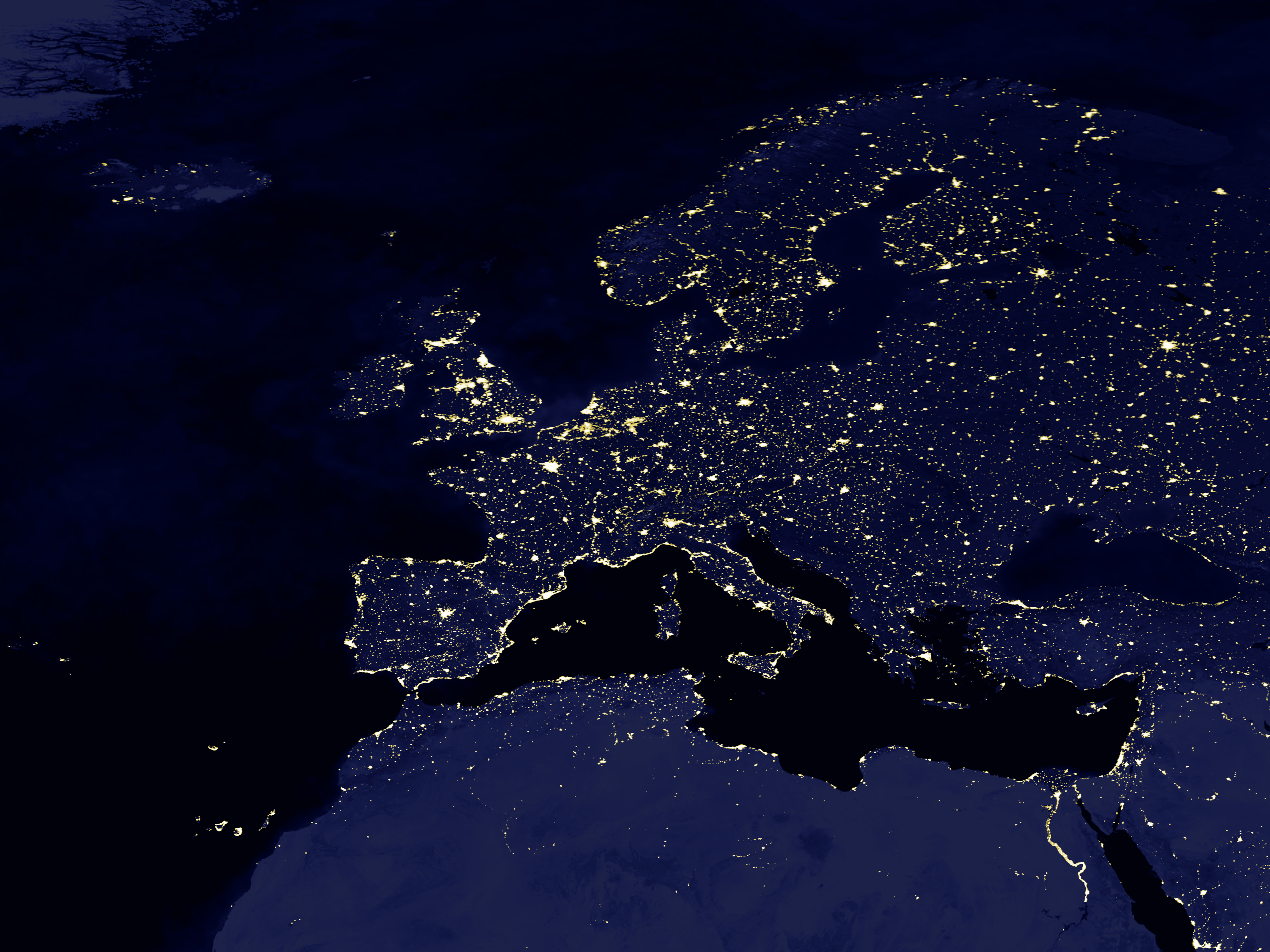
Immagine satellitare notturna dell'Europa.

Banana blu, Banana dorata, Banana verde e Golfo di Finlandia in Europa.

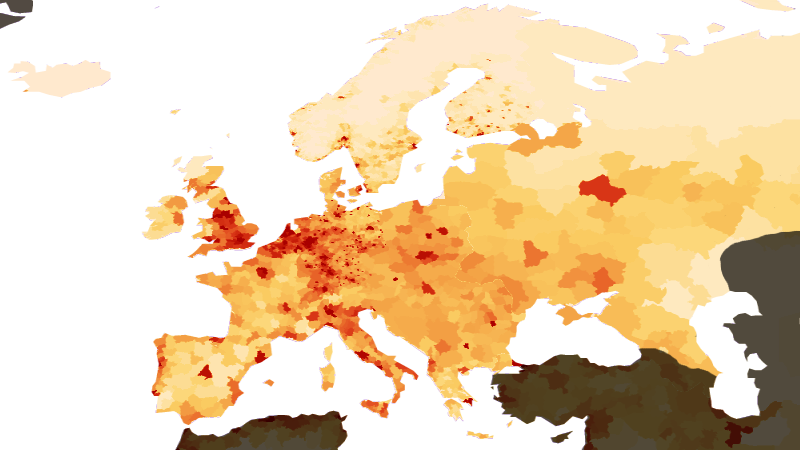
Densità di popolazione dell'Europa.

Lo sviluppo urbano dell'Europa ha avuto caratteri diversi durante la storia (mondo antico e mondo moderno). L'OECD, in collaborazione con l'Unione europea (Eurostat e EC-DG Regio), ha sviluppato una definizione armonizzata di aree urbane come functional economic units ("unità funzionali economiche"), superando così le precedenti limitazioni amministrative. Questa definizione prende in considerazione come blocchi da cui costruire le functional urban areas ("aree urbane funzionali"), le più piccole unità amministrative disponibili (le LAU 2 per gli Stati membri dell'Unione europea).

## Storia
I primi agglomerati importanti si sono sviluppati nell'età antica lungo le coste del mar Mediterraneo. L'Impero romano, in questo periodo, crea una cultura urbana su tutto il suo vastissimo territorio mentre Roma raggiunge una popolazione di oltre 1.000.000 di abitanti nel II secolo dopo Cristo, un numero record che sarà raggiunto da Londra soltanto nel 1801. 
Nell'Alto Medioevo la città più grande del continente era Cordova, capitale dell'Andalusia musulmana (con una popolazione di 450.000 abitanti nell'anno 1000), invece, nel Basso Medioevo, Napoli, con 300.000 abitanti nella prima metà del XVI secolo; mentre Parigi (di origine romana) che nel 1400 contava 275.000 abitanti, subì un brusco calo e nel secolo successivo contava 185.000 ab. (le ultime due città divennero veri e propri punti di riferimento per il continente). Altre città che in passato erano molto abitate, come Costantinopoli o Roma, persero una buona parte della loro popolazione.

### La rivoluzione demografica
Sul finire del XVI secolo si vive in Europa una vera rivoluzione demografica e urbana, spinta principalmente dall'incremento del commercio internazionale. Città come Barcellona, Valencia, Genova, Lisbona, Londra, Rotterdam, Siviglia, Palermo e Venezia si svilupparono a partire dai loro porti.
Il XIX secolo fu caratterizzato da una crescita senza precedenti di Parigi, Londra, Napoli e varie città tedesche (Parigi e Londra superarono i 500.000 abitanti, mentre Napoli contava più di 440.000 ab.).
Durante il XX secolo, il continente sperimenta i maggiori contrasti nello sviluppo delle sue aree urbane, che va dalla devastazione pianificata di varie città (principalmente in Germania), durante la seconda guerra mondiale, fino all'intensa crescita di numerose altre città e la loro espansione verso le campagne.
Da notare che all'inizio del XX secolo le maggiori città del Mondo erano le europee; attualmente solo Istanbul (6º, compresa però la parte asiatica della città) e Mosca (7º) figurano tra le prime 10 al Mondo, nessuna quindi dell'Unione europea (Londra è al 17º posto).

### URBAN
La maggioranza dei cittadini dell'Unione europea (UE) vive in zone urbane. Le città europee devono fare i conti con numerosi problemi sociali, ambientali ed economici.
L'Unione europea ha lanciato il Progetto URBAN. L'obiettivo di questa iniziativa è quello di rivitalizzare quelle città che si stavano spopolando e promuovere il loro sviluppo urbano. Durante il Piano Urbano I (1994-1999), sono stati finanziati programmi in 118 zone urbane. Il contributo comunitario è stato di circa 900 milioni di euro, finanziamenti che hanno permesso un miglioramento della qualità della vita di più di tre milioni di abitanti in tutto il continente.
Il progetto URBAN II, che ha coperto il periodo 2000-2006, è stato finanziato dal Fondo Europeo per lo Sviluppo Regionale. URBAN II si è occupato di 70 zone con numerose problematiche, attraverso finanziamenti totali di 728,3 milioni di euro.

## Definizioni

### Eurostat
Eurostat definisce differenti classificazioni e tipologie per i territori dell'Unione europea:
- City (codice "C") – una città è una Local Administrative Unit (LAU) nella quale la maggioranza della popolazione vive in un centro urbano di almeno 50.000 abitanti;[6]
- Greater city (codice "K") – una città più grande è un'approssimazione del centro urbano quando questo si estende oltre i limiti amministrativi della città (LAU);[7]
- Functional Urban Area (FUA, codice "L") – un'area urbana funzionale consiste nella "City" e nella sua "commuting zone" (zona di pendolarismo), in precedenza questa era conosciuta col nome di Larger Urban Zone (LUZ);[8]
- Metropolitan regions (codice "M") – le regioni metropolitane sono regioni di levello NUTS 3 o gruppi di esse che rappresentano tutte le agglomerazioni di almeno 250.000 abitanti; queste regioni sono approssimazioni delle FUAs/LUZs e sono state identificate per facilitarne la comparazione con le regioni metropolitane definite dall'OECD.[9]

Con City e Greater city, Eurostat definisce e delimita l'agglomerazione, city se questa è ricompresa nella LAU e greater city se questa si estende su più LAU (ad esempio, per l'Italia, la greater city è definita solo per le aree di Milano e Napoli, negli altri casi Eurostat considera che l'agglomerazione ricade essenzialmente all'interno del comune).
Con FUA e Metropolitan region, Eurostat definisce e delimita l'area metropolitana, una differenza è che le prime sono definite a partire dalle LAU 2, mentre le seconde a partire dalle NUTS 3 (ad esempio, per l'Italia, sono definite 84 FUA di più di 55.000 abitanti – di cui 25 di più di 250.000 abitanti – e 21 Metro regions di più di 250.000 abitanti).
Una Urban area (area urbana) è definita da Eurostat come la somma di "City" (area densamente urbanizzata, più del 50% della popolazione vive nell'area urbanizzata) e di "Town or suburb" (area mediamente urbanizzata, meno del 50% della popolazione vive nell'area urbanizzata).

### OECD
L'OECD, in collaborazione con Eurostat ha sviluppato una definizione armonizzata di aree urbane. Questa definizione è applicata ai 30 paesi membri dell'OECD ed idenfifica 1.179 Functional Urban Areas (FUA) di differenti dimensioni. Il termine Metropolitan areas è impiegato per le 281 Functional Urban Areas con una popolazione superiore a 500.000 abitanti.
Le Functional Urban Areas sono classificate in base alla loro dimensione:
- Small urban areas - Small FUAs, con una popolazione inferiore a 200.000 abitanti (ma superiore a 50.000 abitanti);
- Medium-sized urban areas - Medium-sized FUAs, con una popolazione tra 200.000 e 500.000 abitanti;
- Metropolitan areas - Metropolitan FUAs, con una popolazione tra 500.000 e 1,5 milioni di abitanti;
- Large metropolitan areas - Large Metropolitan FUAs, con una popolazione superiore a 1,5 milioni di abitanti.

Ad esempio, per l'Italia, l'OECD definisce 83 Functional urban areas: 4 Large metropolitan areas (Milano, Roma, Napoli e Torino), 18 Metropolitan areas, 43 Medium-sized urban areas e 18 Small urban areas.
Le Metropolitan regions di Eurostat e le Metropolitan areas dell'OECD sono sostanzialmente simili, esse sono ricavate a partire dalle delimitazioni NUTS 3 e TL3.

### UN DESA
L'UN DESA pubblica periodicamente dei World Population Prospects, nei quali analizza e descrive la popolazione (urbana o rurale) e l'urbanizzazione mondiale e gli andamenti di queste negli anni passati e in futuro. In particolare definisce tre tipi di aree urbane:
- Urban agglomeration: un'agglomerazione urbana è un tipo di insediamento urbano definito di fatto dalla popolazione all'interno di un territorio contiguo abitato a livelli di densità urbana, senza riguardo ai confini amministrativi. Solitamente essa incorpora la popolazione in una città o in una cittadina più quella nelle aree suburbane che si trovano all'esterno, ma che sono adiacenti ai confini della città.
- Metropolitan area: un'area metropolitana è un tipo di insediamento urbano definito da contigui territori abitati a livelli urbani di densità abitativa e da ulteriori aree circostanti di densità di insediamento inferiore che sono anche sotto l'influenza diretta della città (ad esempio, attraverso trasporti frequenti, collegamenti stradali, servizi di pendolarismo ecc.).
- City proper: la città (propriamente detta) è un tipo di insediamento urbano definito in base a confini legali/politici e ad uno status urbano riconosciuto dal punto di vista amministrativo, che è solitamente caratterizzato da una qualche forma di governo locale.
- Capital cities: la città capitale è la designazione di una qualsiasi specifica città come capitale, essa viene effettuata esclusivamente sulla base della designazione riportata dal paese o area. La città può essere la sede del governo come determinato dal paese. Pochi paesi designano più di una città per essere una capitale con una specifica funzione di titolo (ad esempio, capitale amministrativa e/o legislativa).

## Lista di aree metropolitane
Nella tabella seguente sono riportate – in ordine alfabetico e per nazione – le principali aeree metropolitane europee (Europa ai sensi del geoschema delle Nazioni Unite); sono evidenziate in argento le aree all'esterno degli stati membri dell'Unione europea.
| Nazione     | Area metropolitana                                                | FUA (Eurostat)                                                | Metro region (Eurostat 2017)                                  | Metro area (OECD 2014)                                        |
| ----------- | ----------------------------------------------------------------- | ------------------------------------------------------------- | ------------------------------------------------------------- | ------------------------------------------------------------- |
| Austria     | Vienna                                                            | 2 405 593                                                     | 2 811 186                                                     | 2 793 631                                                     |
| Belgio      | Anversa                                                           | 1 100 139                                                     | 1 041 811                                                     | 1 081 904                                                     |
| Belgio      | Bruxelles                                                         | 2 625 525                                                     | 2 513 849                                                     | 2 588 102                                                     |
| Bielorussia | Minsk                                                             | 1 982 400                                                     | 1 982 400                                                     | 1 982 400                                                     |
| Bulgaria    | Sofia                                                             | 1 548 795                                                     | 1 681 592                                                     |                                                               |
| Croazia     | Zagabria                                                          | 1 223 925                                                     | 1 243 779                                                     |                                                               |
| Danimarca   | Copenaghen                                                        | 1 928 612                                                     | 2 014 225                                                     | 2 025 171                                                     |
| Finlandia   | Helsinki                                                          | 1 453 078                                                     | 1 638 293                                                     | 1 498 050                                                     |
| Francia     | Bordeaux                                                          | 1 190 418                                                     | 1 590 570                                                     | 1 175 699                                                     |
| Francia     | Grenoble                                                          | 665 376                                                       | 1 265 869                                                     | 663 114                                                       |
| Francia     | Lilla                                                             | 1 373 458                                                     | 2 612 189                                                     | 1 363 465                                                     |
| Francia     | Lione                                                             | 1 978 928                                                     | 1 860 112                                                     | 1 960 847                                                     |
| Francia     | Marsiglia - Aix-en-Provence                                       | 1 750 885                                                     | 3 099 950                                                     | 1 773 503                                                     |
| Francia     | Montpellier                                                       | 678 546                                                       | 1 147 246                                                     | 672 754                                                       |
| Francia     | Nantes                                                            | 930 364                                                       | 1 397 437                                                     | 910 493                                                       |
| Francia     | Nizza                                                             | 824 629                                                       | 1 081 455                                                     | 701 374                                                       |
| Francia     | Parigi                                                            | 11 926 122                                                    | 12 193 865                                                    | 12 037 889                                                    |
| Francia     | Rennes                                                            | 710 294                                                       | 1 063 811                                                     | 713 771                                                       |
| Francia     | Rouen                                                             | 700 377                                                       | 1 257 594                                                     | 712 615                                                       |
| Francia     | Strasburgo                                                        | 774 688                                                       | 1 122 696                                                     | 776 584                                                       |
| Francia     | Tolosa                                                            | 1 296 471                                                     | 1 371 044                                                     | 1 309 149                                                     |
| Germania    | Amburgo                                                           | 3 243 171                                                     | 3 282 164                                                     | 3 008 841                                                     |
| Germania    | Berlino                                                           | 5 143 049                                                     | 5 207 915                                                     | 4 399 542                                                     |
| Germania    | Brema                                                             | 1 259 240                                                     | 1 269 755                                                     | 1 027 192                                                     |
| Germania    | Colonia                                                           | 1 973 455                                                     | 1 987 901                                                     | 1 926 073                                                     |
| Germania    | Dresda                                                            | 1 342 754                                                     | 1 341 818                                                     | 847 600                                                       |
| Germania    | Düsseldorf                                                        | 1 545 483                                                     | 1 545 431                                                     | 1 427 823                                                     |
| Germania    | Francoforte sul Meno                                              | 2 649 983                                                     | 2 671 358                                                     | 2 533 311                                                     |
| Germania    | Regione metropolitana di Hannover-Braunschweig-Gottinga-Wolfsburg | 1 300 687                                                     | 1 306 316                                                     | 1 217 511                                                     |
| Germania    | Lipsia                                                            | 1 016 485                                                     | 1 027 484                                                     | 830 318                                                       |
| Germania    | Mannheim-Ludwigshafen                                             | 1 172 821                                                     | 1 177 545                                                     | 1 230 276                                                     |
| Germania    | Monaco                                                            | 2 848 906                                                     | 2 879 107                                                     | 2 965 871                                                     |
| Germania    | Norimberga                                                        | 1 324 120                                                     | 1 333 043                                                     | 1 169 367                                                     |
| Germania    | Rhein-Ruhr (Ruhrgebiet e altre aree)                              | 5 109 253                                                     | 5 118 681                                                     | 2 961 919                                                     |
| Germania    | Stoccarda                                                         | 2 735 425                                                     | 2 757 930                                                     | 1 965 942                                                     |
| Grecia      | Atene                                                             | 3 828 434                                                     | 3 773 559                                                     | 3 535 055                                                     |
| Grecia      | Salonicco                                                         | 973 997                                                       | 1 108 085                                                     | 975 439                                                       |
| Irlanda     | Dublino                                                           | 1 793 902                                                     | 1 917 677                                                     | 1 836 119                                                     |
| Italia      | Bari                                                              | 744 564                                                       | 1 260 142                                                     | 749 723                                                       |
| Italia      | Bologna                                                           | 780 997                                                       | 998 210                                                       | 744 686                                                       |
| Italia      | Catania                                                           | 656 989                                                       | 1 013 303                                                     | 658 805                                                       |
| Italia      | Firenze                                                           | 373 315                                                       | 1 014 423                                                     | 772 264                                                       |
| Italia      | Milano                                                            | 1 347 125                                                     | 4 316 398                                                     | 4 316 398                                                     |
| Italia      | Napoli                                                            | 1 396 084                                                     | 3 107 006                                                     | 3 418 061                                                     |
| Italia      | Palermo                                                           | 1 026 233                                                     | 1 268 217                                                     | 1 033 226                                                     |
| Italia      | Roma                                                              | 2 729 025                                                     | 4 353 738                                                     | 4 414 288                                                     |
| Italia      | Torino                                                            | 840 975                                                       | 2 277 857                                                     | 1 769 475                                                     |
| Norvegia    | Oslo                                                              | 1 278 827                                                     | 1 271 127                                                     | 1 299 955                                                     |
| Paesi Bassi | Amsterdam (Randstad)                                              | 2 749 658                                                     | 2 729 421                                                     | 2 452 659                                                     |
| Paesi Bassi | L'Aia (Randstad)                                                  | 1 061 863                                                     | 853 987                                                       | 906 897                                                       |
| Paesi Bassi | Rotterdam (Randstad)                                              | 1 810 166                                                     | 1 445 056                                                     | 1 509 373                                                     |
| Paesi Bassi | Utrecht (Randstad)                                                | 867 448                                                       | 1 284 504                                                     | 754 615                                                       |
| Polonia     | Cracovia                                                          | 1 395 838                                                     | 1 472 784                                                     | 1 362 740                                                     |
| Polonia     | Danzica                                                           | 1 141 954                                                     | 1 309 027                                                     | 1 105 467                                                     |
| Polonia     | Katowice                                                          | 2 562 042                                                     | 2 713 464                                                     | 2 589 349                                                     |
| Polonia     | Łódź                                                              | 923 985                                                       | 1 079 031                                                     | 939 568                                                       |
| Polonia     | Poznań                                                            | 973 063                                                       | 1 178 442                                                     | 950 596                                                       |
| Polonia     | Varsavia                                                          | 3 100 844                                                     | 3 369 567                                                     | 3 037 890                                                     |
| Portogallo  | Lisbona                                                           | 2 963 424                                                     | 2 821 349                                                     | 2 886 662                                                     |
| Portogallo  | Porto                                                             | 1 270 780                                                     | 1 719 021                                                     | 1 313 829                                                     |
| Regno Unito | Birmingham (West Midlands)                                        | 3 048 789                                                     | 2 516 264                                                     | 1 957 078                                                     |
| Regno Unito | Bristol                                                           | 938 725                                                       | 1 133 729                                                     | 836 621                                                       |
| Regno Unito | Cardiff                                                           | 905 513                                                       | 1 129 971                                                     | 664 861                                                       |
| Regno Unito | Glasgow (Greater Glasgow)                                         | 1 811 120                                                     | 1 836 014                                                     | 967 101                                                       |
| Regno Unito | Leeds (West Yorkshire)                                            | 2 589 728                                                     | 1 118 711                                                     | 1 197 922                                                     |
| Regno Unito | Leicester                                                         | 875 778                                                       | 1 415 597                                                     | 692 217                                                       |
| Regno Unito | Liverpool                                                         | 1 515 310                                                     | 1 530 512                                                     | 954 181                                                       |
| Regno Unito | Londra (Greater London)                                           | 12 250 037                                                    | 14 187 146                                                    | 12 401 188                                                    |
| Regno Unito | Manchester (Greater Manchester)                                   | 3 306 461                                                     | 3 287 460                                                     | 1 935 559                                                     |
| Regno Unito | Newcastle upon Tyne                                               | 1 163 552                                                     | 1 167 815                                                     | 1 082 729                                                     |
| Regno Unito | Sheffield                                                         | 1 174 238                                                     | 576 167                                                       | 920 128                                                       |
| Regno Unito | Stoke-on-Trent                                                    | 478 168                                                       | 1 120 557                                                     |                                                               |
| Rep. Ceca   | Brno                                                              | 791 280                                                       | 1 178 812                                                     | 646 421                                                       |
| Rep. Ceca   | Ostrava                                                           | 1 119 593                                                     | 1 209 879                                                     | 561 242                                                       |
| Rep. Ceca   | Praga                                                             | 2 224 080                                                     | 2 619 490                                                     | 1 910 396                                                     |
| Romania     | Bucarest                                                          | 2 412 530                                                     | 2 287 347                                                     |                                                               |
| Russia      | Kazan'                                                            | 1 254 000                                                     | 1 254 000                                                     | 1 254 000                                                     |
| Russia      | Mosca (Mosca e Oblast')                                           | 20 009 853                                                    | 20 009 853                                                    | 20 009 853                                                    |
| Russia      | Nižnij Novgorod                                                   | 1 264 000                                                     | 1 264 000                                                     | 1 264 000                                                     |
| Russia      | Perm                                                              | 1 062 000                                                     | 1 062 000                                                     | 1 062 000                                                     |
| Russia      | Rostov sul Don                                                    | 1 134 000                                                     | 1 134 000                                                     | 1 134 000                                                     |
| Russia      | Samara                                                            | 1 171 000                                                     | 1 171 000                                                     | 1 171 000                                                     |
| Russia      | San Pietroburgo (San Pietroburgo e Oblast')                       | 7 165 751                                                     | 7 165 751                                                     | 7 165 751                                                     |
| Russia      | Ufa                                                               | 1 129 000                                                     | 1 129 000                                                     | 1 129 000                                                     |
| Russia      | Volgograd                                                         | 1 014 000                                                     | 1 014 000                                                     | 1 014 000                                                     |
| Russia      | Voronež                                                           | 1 056 000                                                     | 1 056 000                                                     | 1 056 000                                                     |
| Serbia      | Belgrado (Grad Beograd)                                           | 1 683 962                                                     | 1 683 962                                                     | 1 683 962                                                     |
| Spagna      | A Coruña                                                          | 413 996                                                       | 1 121 771                                                     |                                                               |
| Spagna      | Alicante - Elche                                                  | 720 976                                                       | 1 842 616                                                     |                                                               |
| Spagna      | Barcellona                                                        | 4 931 694                                                     | 5 474 482                                                     | 3 846 697                                                     |
| Spagna      | Bilbao                                                            | 1 037 847                                                     | 1 134 514                                                     | 1 013 805                                                     |
| Spagna      | Madrid                                                            | 6 675 302                                                     | 6 476 838                                                     | 7 079 173                                                     |
| Spagna      | Malaga - Marbella                                                 | 1 167 952                                                     | 1 646 777                                                     | 898 253                                                       |
| Spagna      | Murcia - Cartagena                                                | 855 502                                                       | 1 472 991                                                     |                                                               |
| Spagna      | Oviedo - Gijón                                                    | 609 301                                                       | 1 034 302                                                     |                                                               |
| Spagna      | Siviglia                                                          | 1 542 237                                                     | 1 943 191                                                     | 1 500 644                                                     |
| Spagna      | Valencia                                                          | 1 723 352                                                     | 2 522 383                                                     | 1 668 153                                                     |
| Svezia      | Göteborg                                                          | 946 936                                                       | 1 671 783                                                     | 898 541                                                       |
| Svezia      | Malmö                                                             | 615 721                                                       | 1 324 565                                                     | 676 852                                                       |
| Svezia      | Stoccolma                                                         | 2 091 473                                                     | 2 269 060                                                     | 2 018 208                                                     |
| Svizzera    | Berna                                                             | 410 894                                                       | 1 026 513                                                     |                                                               |
| Svizzera    | Zurigo                                                            | 1 334 269                                                     | 1 487 969                                                     | 1 246 968                                                     |
| Ucraina     | Charkiv                                                           | 1 436 000                                                     | 1 436 000                                                     | 1 436 000                                                     |
| Ucraina     | Kiev                                                              | 2 957 000                                                     | 2 957 000                                                     | 2 957 000                                                     |
| Ucraina     | Odessa                                                            | 1 011 000                                                     | 1 011 000                                                     | 1 011 000                                                     |
| Ungheria    | Budapest                                                          | 2 947 722                                                     | 3 000 076                                                     |                                                               |
| Nazione     | Area metropolitana                                                | FUA (Eurostat)                                                | Metro region (Eurostat 2017)                                  | Metro area (OECD 2014)                                        |
| Note        | I dati FUA Eurostat sono riferiti all'ultimo anno disponible.     | I dati FUA Eurostat sono riferiti all'ultimo anno disponible. | I dati FUA Eurostat sono riferiti all'ultimo anno disponible. | I dati FUA Eurostat sono riferiti all'ultimo anno disponible. |